# Frank Albert Cotton
Frank Albert Cotton (Filadélfia, 9 de abril de 1930 — College Station, 20 de fevereiro de 2007) foi um químico norte-americano.

## Carreira
Ele foi presidente da Fundação WT Doherty-Welch e professor distinto de química na Texas A&M University. É autor de mais de 1600 artigos científicos. Cotton foi reconhecido por sua pesquisa sobre a química dos metais de transição.

## Influência pedagógica
Além de sua pesquisa, Cotton ensinou química inorgânica. Ele é o autor de Chemical Applications of Group Theory.
Entre os estudantes universitários, Cotton é talvez mais conhecido como co-autor do livro Advanced Inorganic Chemistry, agora em sua sexta edição em inglês. Em coautoria com seu orientador de tese, Sir Geoffrey Wilkinson, e agora com os coautores Carlos Murillo e Manfred Bochmann, o livro é coloquialmente conhecido como "Cotton and Wilkinson". O texto examina a química de coordenação, química de aglomerados, catálise homogênea e química organometálica.
Cotton atuou em vários conselhos editoriais de revistas científicas, incluindo os do Journal of the American Chemical Society, Inorganic Chemistry e Organometallics. Ele presidiu a Divisão de Química Inorgânica da ACS e foi Conselheiro da ACS por cinco anos. Ele atuou no Conselho Nacional de Ciências dos EUA (1986–1998), que supervisiona a Fundação Nacional de Ciências, o Comitê Consultivo Científico e Técnico do Laboratório Nacional de Argonne e a Comissão Nacional de Laboratório de Pesquisa do Texas.
Cotton supervisionou a pesquisa de tese de 116 alunos de doutorado, bem como mais de 150 associados de pós-doutorado.

## Publicações (selecionadas)
- Chemical applications of group theory, Wiley 1963, 3ª edição 1990
- com Geoffrey Wilkinson Grundlagen der anorganischen Chemie Wiley 1990 ISBN 3-527-26686-0
- com Wilkinson: Advanced inorganic chemistry, Wiley 1962, 6ª edição 1999
- com R. A. Walton: Multiple Bonds Between Metal Atoms, Oxford University Press 1993

## Homenagens
- 1962 - Prêmio ACS de Química Inorgânica
- 1963 - Prémio Leo Hendrik Baekeland[6]
- 1975 - Medalha William H. Nichols[7]
- 1976 - Prêmio Linus Pauling[8]
- 1980 - Prêmio Willard Gibbs[9]
- 1982 - Medalha Nacional de Ciências[10]
- 1986 - Medalha Theodore William Richards[11]
- 1990 - Prêmio em Ciências Químicas NAS[12]
- 1990 - Prêmio Químico Pioneiro[13]
- 1990 - Prêmio Internacional Rei Faisal (Ciência)[14]
- 1994 - Prêmio Paracelso[15]
- 1994 - Prêmio Welch de Química[16]
- 1998 - Medalha Priestley[17]
- 2000 - Prêmio Wolf de Química[18]
- 2000 - Medalha Lavoisier (SCF)[19]
- 2006 - Prêmio George C. Pimentel de Química[20]